# Victor Anichebe
Victor Chinedu Anichebe (nacido el 23 de abril de 1988 en Lagos) es un futbolista nigeriano que actualmente está sin equipo.

## Trayectoria

### Everton FC
Anichebe hizo su debut en el partido Everton FC contra el Chelsea FC el 28 de enero de 2006, cuando entró en sustitución en el minuto 89 por Simon Davies.

## Selección nacional
Anichebe hizo su debut con la selección sub-23 el 26 de marzo de 2008 en un partido de clasificación para los Juegos Olímpicos de Pekín 2008 contra la selección de fútbol sub-23 de Sudáfrica. 
También fue seleccionado para representar a Nigeria en los Juegos Olímpicos de Pekín 2008 en los cuales se ganaron la medalla de plata.
Su primera aparición en la selección de fútbol de Nigeria fue junto a su compañero del Everton Yakubu Aiyegbeni en un amistoso contra la selección de fútbol de Austria el 27 de mayo de 2008.

## Clubes
| Club                            | País       | Año       |
| ------------------------------- | ---------- | --------- |
| Everton F. C.                   | Inglaterra | 2006-2013 |
| West Bromwich Albion F. C.      | Inglaterra | 2013-2016 |
| Sunderland A. F. C.             | Inglaterra | 2016-2017 |
| Beijing Enterprises Group F. C. | China      | 2017-2018 |